# 瓦努阿图历史
瓦努阿图的早期历史比较模糊。有证据显示南岛语族的居民在3000年抵达这里。在约公元前1300年的陶瓷碎片被发现。

## 早期歷史
根據考古證據顯示，南島民族在五至六千年前從起源地臺灣島出發後，最早於約三千年前即已到達萬納度，並在島上發展出村社。 而目前最早被挖掘出的陶器是在约公元前1300年的陶瓷碎片。

## 殖民時期

### 欧洲人的發現
西班牙人最早发现瓦努阿图群岛中的圣埃斯皮里图岛。1606年，葡萄牙探险家佩德罗·费尔南德斯·奎罗斯认为此地为一个南方大陆。1768年，路易·安托万·德维尔重新发现这里。1774年，库克船长将此地命名为新赫布里底群岛。

### 英法共管
1878年，英国和法国宣称所有的新赫布里底群岛是中立领土。1887年两国建立了一个英法海军联合委员会，以保护自己的公民。1889年—1890年，埃法特岛的法国移民建立弗朗斯维尔独立公社（今维拉港）。1906年，法国和英国同意共同管治这些岛屿。
1974年，塔纳岛分离主义者建立塔纳国。1979年—1980年，圣埃斯皮里图岛分离主义者建立维马拉纳共和国。1980年，塔菲亚省分离主义者建立塔菲亚国。

## 独立時期
在第二次世界大战期间，美国人的到来使得民族主义情绪增长。在20世纪60年代，英国希望在新赫布里底群岛去殖民化。法国担心独立的情绪会在富含矿藏的法属新喀里多尼亚蔓延。
1971年，瓦努阿图最早的政党新赫布里底民族党成立；1977年，改名为瓦努阿库党。1980年7月30日，夹杂在一场短暂的椰子战争中，瓦努阿图共和国建立。

## 外部連結
- 维基共享资源上的相關多媒體資源：瓦努阿图历史